# Mahou Shoujo Nante Mouiidesukara
Mahou Shoujo Nante Mouiidesukara (魔法少女なんてもういいですから。?, Mahō shōjo nante mō ii desu kara., lett. "Ne ho abbastanza di fare la ragazza magica.") è un manga shōnen scritto e disegnato da Sui Futami, serializzato sul Comic Earth Star della Earth Star Entertainment dal 31 marzo 2015. Un adattamento anime, prodotto dalla Pine Jam, è stato trasmesso in Giappone tra l'11 gennaio e il 28 marzo 2016, mentre una seconda stagione è andata in onda dal 5 ottobre al 21 dicembre 2016.

## Trama
Dopo aver incontrato una creatura magica di nome Miton in mezzo alla strada, Yuzuka Hanami diventa contro la sua volontà una streghetta. Pur non essendo abbastanza audace da farsi vedere in pubblico col costume da maga, Yuzuka si abituerà presto alla sua nuova vita, sebbene nel mondo moderno non vi sia più realmente bisogno di combattere qualcuno con la magia.

## Personaggi

La protagonista Yuzuka Hanami

Yuzuka Hanami (葉波 ゆずか?, Hanami Yuzuka)
Doppiata da: Akane Fujita
Miton (ミトン?)
Doppiato da: Yūki Wakai
Chiya Sakagami (坂上 ちや?, Sakagami Chiya)
Doppiata da: Nichika Omori
Mafuyu Shinogi (篠木 真冬?, Shinogi Mafuyu)
Doppiata da: Miku Itō
Pochi (ポチ?)
Doppiata da: Asuka Nishi
Daiya (だいや?)
Doppiata da: Minami Tanaka

## Media

### Manga
Il manga, scritto e disegnato da Sui Futami, ha iniziato la serializzazione sulla webzine Comic Earth Star della Earth Star Entertainment il 31 marzo 2015. Un primo volume tankōbon è stato pubblicato il 12 gennaio 2016.

### Anime
L'adattamento anime è stato annunciato sul numero di novembre 2015 della rivista Animage della Tokuma Shoten, edito il 10 ottobre 2015. La serie televisiva, prodotta dalla Pine Jam e diretta da Kazuhiro Yoneda, è andata in onda dall'11 gennaio al 28 marzo 2016. La sigla di apertura è Yumeiro tori dori parade (夢色トリドリパレード♫?, Yumeiro tori dori parēdo) delle Earth Star Dream. In varie parti del mondo gli episodi sono stati trasmessi in streaming, in contemporanea col Giappone, da Crunchyroll, che ha poi reso disponibile la serie anche in Italia nell'ottobre 2016.
Una seconda stagione anime è stata trasmessa tra il 5 ottobre e il 21 dicembre 2016. In Italia e nel resto del mondo all'infuori dell'Asia gli episodi sono stati trasmessi in streaming in versione simulcast da Crunchyroll.

#### Episodi

##### Prima stagione
| Nº | Titolo italiano Giapponese 「Kanji」 - Rōmaji | In onda          | In onda |
| Nº | Titolo italiano Giapponese 「Kanji」 - Rōmaji | Giapponese       |         |
| 1  | Tu riesci a vedermi? 「…あんた、僕が見えてるのか？」 - …Anta, boku ga mieteru no ka? | 11 gennaio 2016  |         |
| 2  | Sì, è un costume da bagno. Non ci sono dubbi. 「はい、水着です。間違いないです」 - Hai, mizugi desu. Machigai nai desu                                                                                  | 18 gennaio 2016  |         |
| 3  | Senti, tu e io siamo amiche, vero? 「ねえ、ゆずかと私は友達よね？」 - Nee, Yuzuka to watashi wa tomodachi yo ne?                                                                                        | 25 gennaio 2016  |         |
| 4  | Anche le maghette vanno in pensione 「魔法少女には定年があってね」 - Mahō shōjo ni wa teinen ga atte ne                                                                                                 | 1º febbraio 2016 |         |
| 5  | Non sopporto che la mia trasformazione sia un costume da bagno 「私は水着に変身するのが嫌です」 - Watashi wa mizugi ni henshin suru no ga iya desu                                                      | 8 febbraio 2016  |         |
| 6  | Lavorare in un'azienda è più faticoso che combattere da maghetta? 「会社勤めとは魔法少女の戦闘よりも過酷な労働なのかい？」 - Kaisha tsutome to wa mahō shōjo no sentō yori mo kakoku na rōdō na no kai? | 15 febbraio 2016 |         |
| 7  | Li collezionerei tutti io 「私のコレクションになるのに」 - Watashi no korekushon ni naru no ni | 22 febbraio 2016 |         |
| 8  | Un'altra maghetta 「魔法少女の…仲間……」 - Mahō shōjo no… nakama… | 29 febbraio 2016 |         |
| 9  | Non c'è più bisogno di maghette 「魔法少女の必要性はもう無い」 - Mahō shōjo no hitsuyō-sei wa mō nai | 7 marzo 2016     |         |
| 10 | Sei la donna perfetta 「完璧超人だよね……ペッ！」 - Kanpeki chōjin da yo ne… pe! | 14 marzo 2016    |         |
| 11 | 「じゃあ、何の為の魔法少女なの？」 - Jaa, nan no tame no mahō shōjo na no? | 21 marzo 2016    |         |
| 12 | 「僕は、ゆずかの親友になる」 - Boku wa, Yuzuka no shinyū ni naru | 28 marzo 2016    |         |

##### Seconda stagione
| Nº | Titolo italiano Giapponese 「Kanji」 - Rōmaji | In onda          | In onda |
| Nº | Titolo italiano Giapponese 「Kanji」 - Rōmaji | Giapponese       |         |
| 1  | Ci hai almeno guadagnato qualcosa nel diventare una maghetta? 「魔法少女になってメリットはあったの？」 - Mahō shōjo ni natte meritto wa atta no?                                                                                           | 5 ottobre 2016   |         |
| 2  | 「水着って変じゃないですか？」 - Mizugi tte hen janai desu ka? | 12 ottobre 2016  |         |
| 3  | Chiya la maghetta entra in scena-chiya! 「魔法少女ちや、登場ちやっ！」 - Mahō shōjo Chiya, tōjō-chiya! | 19 ottobre 2016  |         |
| 4  | Ti va di ammirare assieme Yuzuka? 「一緒にゆずかを愛でませんか？」 - Issho ni Yuzuka o medemasen ka? | 26 ottobre 2016  |         |
| 5  | Ti insegnerò qualsiasi cosa. 「お姉さんが何でも教えてあげるね」 - Onee-san ga nandemo oshieteageru ne | 2 novembre 2016  |         |
| 6  | Perché non posso rimanere conciata così… 「だって、このままの格好じゃ…」 - Datte, kono mama no kakkō ja… | 9 novembre 2016  |         |
| 7  | Direi che va oltre il vedervi… 「見え過ぎなんじゃないの？」 - Miesugi nan janai no? | 16 novembre 2016 |         |
| 8  | Dovrei parlarvi di me? 「僕の話かい？」 - Boku no hanashi kai? | 23 novembre 2016 |         |
| 9  | Per la mia amata famiglia… io lavorerò! 「私は働く！家族のために！！」 - Watashi wa hataraku! Kazoku no tame ni!! | 30 novembre 2016 |         |
| 10 | Al… mare? 「海…ですか？」 - Umi… desu ka? | 7 dicembre 2016  |         |
| 11 | Prescelte! È il momento di unire le forze e liberare la principessa rapita! 「選ばれし者よ！いまこそ力を合わせて囚われのプリンセスを救うのじゃ～！」 - Erabareshi mono yo! Ima koso chikara o awasete toraware no purinsesu o sukuu no ja! | 14 dicembre 2016 |         |
| 12 | Sono felice di essere diventata una maghetta 「魔法少女になってよかった事」 - Mahō shōjo ni natte yokatta koto | 21 dicembre 2016 |         |